# Jim Florentine
James "Jim" Florentine (n. 18 august 1964) este un actor american de stand-up comedy, scriitor, comediant, ventriloc și interpret. Este cunoscut ca prezentator al emisiunii That Metal Show pe Vh1 Classic. Și-a început cariera de comediant în cluburile din New York.